# Zeki Yavru
Zeki Yavru (* 5. September 1991 in Trabzon) ist ein türkischer Fußballspieler.

## Karriere

### Verein
Yavru begann mit dem Vereinsfußball in der Jugend von Trabzon Telekomspor und wechselte 2007 in die Jugend von Trabzonspor. Zum Frühjahr 2011 unterschrieb er beim Drittligisten und der Zweitmannschaft von Trabzonspor, mit 1461 Trabzon einen Profivertrag und wechselte hierher. Nach einem Jahr wurde er wieder ein regulärer Spieler Trabzonspors, spielte aber weiterhin als Leihspieler für 1461 Trabzon. Mit dieser Mannschaft feierte er zum Saisonende 2011/12 die Meisterschaft der TFF 2. Lig und damit den direkten Aufstieg in die zweitklassige TFF 1. Lig.
Im Sommer 2012 kehrte er zu Trabzonspor zurück und wurde im Profikader behalten.
Zur Saison 2015/16 wurde er gemeinsam mit seinem Teamkollegen Mustafa Akbaş an den Ligarivalen Kayserispor ausgeliehen und im Sommer 2017 an Gençlerbirliği Ankara abgegeben.
Für die Saison 2018/19 holte ihn sein Heimatverein Trabzonspor wieder zurück in seinen Kader. Nachdem er bis zur Rückrunde kaum Pflichtspieleinsätze absolviert hatte, wechselte Yavru zur Rückrunde zum Ligarivalen Akhisarspor. Er bestritt 12 von 17 möglichen Ligaspielen, in denen er ein Tor schoss, sowie 6 Pokalspiele bis zur Finalteilnahme, welches allerdings verloren wurde. Zugleich stieg der Verein in die TFF 1. Lig ab.
Mitte Juli 2019 wechselte er zu Denizlispor, der zur neuen Saison in die Süper Lig aufgestiegen war und unterschrieb dort einen Vertrag mit einer Laufzeit von einem Jahr mit Verlängerungsoption. Für Denizlispor stand Yavru bei 29 von 34 möglichen Ligaspielen und vier Pokalspielen auf dem Platz.
Es erfolgte jedoch keine Vertragsverlängerung. Anfang September 2020 unterschrieb er einen Vertrag bei Yeni Malatyaspor. Infolge der Aufstockung der Liga infolge der COVID-19-Pandemie waren in dieser Saison 42 Spiele zu bestreiten, von denen Yavru 32 absolvierte und dabei 2 Tore schoss. Dazu kamen 2 Pokalspiele mit einem Tor.
Ende Juni 2021 wechselte er zur neuen Saison 2021/22 zum Süper-Lig-Aufsteiger Giresunspor, wo er einen Vertrag mit einer Laufzeit von zwei Jahren unterschrieb. Hier bestritt er 31 von 38 möglichen Ligaspielen und ein Pokalspiel. Zum Saisonende trennte sich der Verein von ihm. Yavru wechselte dann zum Ligarivalen Samsunspor, wo er einen Vertrag mit einer Laufzeit von zwei Jahren unterschrieb.

### Nationalmannschaft
Yavru wurde 2013 in den Kader der zweiten Auswahl der türkischen Nationalmannschaft, der türkischen A2-Nationalmannschaft, nominiert und absolvierte für diese drei Partien.

## Erfolge
1461 Trabzon
- Meister der TFF 2. Lig und Aufstieg in die TFF 1. Lig: 2011/12

Individuell
- Torschützenkönig der TFF A2 Ligi: 2008/09